# Kevin Volland
Pour les articles homonymes, voir Volland.
Kevin Volland, né le 30 juillet 1992 à Marktoberdorf, est un footballeur international allemand qui évolue au poste d'avant-centre au TSV 1860 Munich.

## Biographie

### Jeunesse et formation
Après avoir commencé à jouer au football au FC Thalhofen en 1995, Kevin Volland rejoint l'équipe du FC Memmingen en 2005, qui joue dans la division bavaroise, la plus haute de ce niveau. Après la relégation du club en 2006, il rejoint le TSG Thannhausen pour continuer à jouer dans la plus haute division. Au cours de l'été 2007, Volland entre au centre de formation du TSV 1860 Munich, où il vit désormais dans le pensionnat. Il fait ses débuts en équipe d'Allemagne des moins de 17 ans le 16 octobre 2008 en étant titulaire contre l'équipe tchèque. Trois jours plus tard, il est également titulaire contre la Russie. Il lui faut plus d'un an avant d'être rappelé dans cette catégorie. En automne 2009, il fait partie de l'équipe d'Allemagne à la Coupe du monde au Nigeria. Il joue contre le Honduras lors du dernier tour préliminaire, où il marque son seul but pour les U17 allemands, et lors des 8es de finale, où l'équipe échoue contre la Suisse.
Fin juillet 2009, Volland joue pour la première fois dans la catégorie des moins de 18 ans allemande. Lors de la Milk Cup, il joue les trois matches et marque contre les U-20 de l'Irlande du Nord, les U-19 des États-Unis et les U-20 bulgares. En mai 2010, il joue cinq fois pour les moins de 19 ans, marquant deux buts. Au cours de la saison 2009-2010, il est titulaire avec les moins de 19 ans de son club et marque sept buts en 23 matchs de Bundesliga. Deux fois, il est sur le banc des U23 en Regionalliga Sud, mais n'entre pas en jeu. 

### 1860 Munich (2010-2012)
Durant la préparation pour la saison 2010-2011, l'entraîneur Reiner Maurer le convoque avec d'autres jeunes U19 (Moritz Leitner, Daniel Hofstetter et Markus Ziereis) chez les professionnels du TSV 1860, où Volland se prépare pour la saison avec l'équipe première et joue douze des quatorze matches. Comme Leitner, il fait ses débuts en compétition avec le 1860 le 14 août 2010, lorsqu'il entre en jeu contre le SC Verl lors d'un match de Coupe d'Allemagne. Il joue ensuite deux fois pour les U19 et trois fois pour l'équipe réserve, marquant deux buts pour les U19 et quatre pour la réserve. Il joue son premier match de championnat le 26 septembre 2010, lorsqu'il est remplacé contre le FC Augsbourg. Six autres entrées en jeu de courte durée suivent avant la trêve hivernale.
En janvier 2011, Volland signe un contrat avec le club de Bundesliga TSG 1899 Hoffenheim jusqu'en 2015, mais reste à Munich en prêt. Le contrat de prêt dure jusqu'à l'été 2012, Hoffenheim ayant la possibilité de le reprendre à l'hiver 2011-2012. Lors du match au VfL Osnabrück le 21 janvier 2011, il est titulaire pour la première fois avec le TSV 1860 et marque son premier but officiel pour le club. Volland reste titulaire lors des 15 autres matchs de la saison. Il marque cinq buts dans ces matchs et fait quatre passes décisives. Après la fin de la deuxième saison de championnat, il joue de nouveau pour les U19, qui se qualifient pour le dernier tour du championnat d'Allemagne. Il joue les deux demi-finales contre le FC Kaiserslautern en étant titulaire, où le FCK l'a emporté. Il joue également trois autres fois pour les U19 allemands dans la deuxième moitié de la saison et marque un but.
Il commence également la saison 2011-2012 en tant que titulaire. Lors des six premiers matchs, il marque quatre buts et délivre deux passes décisives. Le 31 août 2011, il joue pour la première fois pour les moins de 20 ans avec lesquels il marque un but dès son premier match contre la Pologne. Début août, la Fédération allemande lui décerne la médaille de bronze Fritz Walter dans la catégorie des moins de 19 ans. Pour les matchs contre la Bosnie-Herzégovine et Saint-Marin les 6 et 10 octobre 2011, l'entraîneur Rainer Adrion le convoque pour la première fois en équipe d'Allemagne espoirs, mais il doit renoncer en raison d'une blessure. Le 29 février 2012, il fait finalement sa première apparition lorsqu'il entre en jeu contre la Grèce en fin de match.
TSG Hoffenheim ne lève pas l'option de rapatriement à l'hiver 2011 alors que Volland a été le joueur le plus précieux de TSV 1860 jusqu'à la pause hivernale, marquant dix buts en 21 matches officiels. À la fin de sa deuxième saison, Volland est leader des buteurs du championnat avec 13 buts, reléguant son attaquant Benjamin Lauth et son ailier droit Stefan Aigner à la deuxième place avec 11 buts chacun. Volland marque 20 buts pour 1860 Munich en 60 matchs toutes compétitions confondues.

### Hoffenheim (2012-2016)
Voland rejoint finalement Hoffenheim pour la saison 2012-2013, un an et demi après sa signature. Le 3 novembre 2012, lors de son dixième match, il marque son premier but en Bundesliga pour le 1-0 lors de la victoire 3-2 à domicile d'Hoffenheim contre Schalke. Lors de sa première saison dans l'élite allemande, Volland s'établit comme un titulaire régulier du club. Il marque six buts en championnat et délivre sept passes décisives. 
Volland inscrit onze buts et délivre quatre passes décisives au cours de la saison 2013-2014. Il forme un duo d'attaque efficace, particulièrement lors de cette saison, avec le Brésilien Roberto Firmino entre son arrivée en 2012 et le départ de ce dernier à Liverpool en 2015.
Le 8 mai 2014, le sélectionneur Joachim Löw sélectionne Volland dans l'équipe provisoire pour la Coupe du monde 2014 au Brésil. Il fait ses débuts internationaux pour l'équipe d'Allemagne le 13 mai 2014 lors d'un match amical 0-0 contre la Pologne. Volland n'est pas retenu pour la Coupe du monde, remportée par l'Allemagne aux dépens de l'Argentine.
Pour les matchs internationaux contre Gibraltar et l'Espagne en novembre 2014, Volland est convoqué par Löw et dispute l'intégralité de la rencontre amicale face aux Espagnols, remporté 0-1. 
Le 24 mai 2015, Volland prolonge prématurément son contrat jusqu'en 2019, après avoir été associé à plusieurs clubs.
En août 2015, il égale le record du but le plus rapide en Bundesliga, établi par Karim Bellarabi l'année précédente avec le Bayer Leverkusen, en marquant après 9 secondes de jeu face au Bayern Munich au PreZero Arena (défaite 2-1),. 
Le 11 novembre 2016, Volland marque son premier but international lors d'une victoire 8-0 contre Saint-Marin comptant pour les éliminatoires de la Coupe du monde 2018.

### Bayer Leverkusen (2016-2020)
Volland a rejoint le Bayer Leverkusen pour la saison 2016-2017 de Bundesliga, pour 17 millions d'euros. Il quitte le club après quatre ans sous ce maillot, qui était sous contrat jusqu'au 30 juin 2021. Avec ce club, il marqué 50 buts et 32 passes en 148 matchs.

### AS Monaco (2020-2023)
Le 2 septembre 2020, Volland s'engage pour quatre saisons avec l'AS Monaco ; le transfert est estimé à un peu plus de 15 millions d'euros. Le 1er novembre 2020, il marque ses premiers buts (un doublé) lors de la victoire de Monaco contre les Girondins de Bordeaux en championnat sur le score de 4-0. Il récidive contre le Paris Saint-Germain le 20 novembre, en inscrivant deux buts puis en provoquant un penalty transformé par Cesc Fàbregas (victoire 3-2). Lors de la 33e journée, il ouvre le score sur le terrain des Girondins de Bordeaux. Le 21 avril 2021, il inscrit un but d'une puissante frappe du droit dans un angle fermé pour entériner la victoire 2-0 de Monaco qui élimine l'Olympique Lyonnais de la Coupe de France 2020-2021 en quarts de finale. Le 2 mai 2021, il ouvre la marque lors du choc en clôture de la 35e journée de Ligue 1 contre l'Olympique Lyonnais après avoir résisté au retour de Jason Denayer. Malgré cela, son équipe perd 3-2 en fin de match. Il termine finalement deuxième meilleur buteur de son équipe pour sa première saison à l'étranger.
Lors du premier match de la saison 2021-2022, contre le Sparta Prague en tour préliminaire de la Ligue des champions, il marque le deuxième but de son équipe sur une passe décisive de la tête de Sofiane Diop. Lors du match retour, il trouve, pour sa première passe décisive de la saison, Gelson Martins dans la surface, lequel ouvre le score dans un angle fermé. Il doit attendre la 7e journée de Ligue 1 pour débloquer son compteur pendant la saison 2020-2021 contre l'AS Saint-Etienne, lors de ce même match, il donne aussi une passe décisive pour Wissam Ben Yedder. Le weekend qui suit, il marque un nouveau but sur le terrain du Clermont Foot. Lors de la 11e journée, il marque un nouveau but contre Montpellier et Monaco l'emporte 3-1. Il offre une passe décisive à son capitaine Wissam Ben Yedder pour l'égalisation lors du choc de la 14e journée de Ligue 1 contre le Lille OSC. Le jeudi suivant, il marque à bout portant contre la Real Sociedad après une passe décisive d'Aleksandr Golovin, participant à la victoire de son équipe et, par conséquent, à la qualification directe de Monaco pour les huitièmes de finale de la Ligue Europa 2021-2022. Lors de la 16e journée, sur le terrain du SCO d'Angers, il est au doublé à la passe décisive. Contre le FC Metz, lors de la 17e journée de la Ligue 1, il marque un pénalty et porte son total de buts à 4 buts cette saison en championnat. Il marque un nouveau but de la tête contre le Stade Rennais lors de la 19e journée de Ligue 1. Le 20 mars 2022, il entre en jeu et marque un but du droit contre le Paris Saint-Germain et finalement, Monaco l'emporte 3-0. Le 10 avril 2022, il entre en jeu contre Troyes et marque du gauche après quelques secondes de jeu. Le 24 avril suivant, il marque un nouveau but en championnat sur le terrain de l'AS Saint-Etienne. Le 14 mai 2022, il offre une passe décisive pour son capitaine Wissam Ben Yedder et marque le but finale de la victoire renversante monégasque contre le Stade Brestois 4-2, la neuvième consécutive en Ligue 1 pour son équipe.
Au début de la saison 2022-2023, il est éliminé au tour préliminaire de la Ligue des champions et reversé en Ligue Europa une deuxième fois consécutive. Son temps de jeu est dans un premier temps grandement réduit après les recrutements de Takumi Minamino et de Breel Embolo. Puis, il doit attendre la 4e journée de Ligue 1 pour être titulaire et marquer son premier but contre le Paris-Saint-Germain du gauche. Malheureusement pour lui, il se blesse sur l'action du but et doit céder sa place. Il entre jeu lors de la 13e journée et offre une passe décisive pour Aleksandr Golovin, participant ainsi à la victoire 2-0 de l'ASM contre Angers. Le 3 novembre 2022, lors de la 6e et dernière journée de phase de groupe de Ligue Europa, il inscrit un triplé contre l'Etoile Rouge de Belgrade. Le 13 novembre 2022, il marque un but contre l'Olympique de Marseille, confirmant son impact lors des matchs contre les gros. Après plusieurs semaines de galère marquées par des blessures, il score son troisième but de la saison en championnat d'une frappe enroulée du gauche dans la lucarne du gardien du FC Lorient.

### Union Berlin (depuis 2023)
Le 17 août 2023, Volland décide de rentrer en Allemagne et s'engage avec l'Union Berlin pour trois saisons

## Vie privée
Andreas Volland, père de Kevin, est un ancien joueur national de hockey sur glace. Son fils a également pratiqué ce sport au EV Füssen avant de s'orienter vers le football.
Volland est père de deux filles, nées en mars 2018 et juillet 2020. Durant son temps libre, il pratique la guitare.
Selon certains médias, Volland aurait une ressemblance avec l'acteur américain Zac Efron, de cinq ans son aîné,.

## Statistiques

### Statistiques détaillées
Ce tableau présente les statistiques en carrière de joueur de Kevin Volland.
| Saison                | Club                  | Championnat           | Championnat | Championnat | Championnat | Coupe(s) nationale(s) | Coupe(s) nationale(s) | Coupe(s) nationale(s) | Compétition(s) continentale(s) | Compétition(s) continentale(s) | Compétition(s) continentale(s) | Compétition(s) continentale(s) | Barrages | Barrages | Barrages | Allemagne | Allemagne | Allemagne | Total | Total | Total |
| Saison                | Club                  | Division              | M.          | B.          | P.d.        | M.                    | B.                    | P.d.                  | Comp.                          | M.                             | B.                             | P.d.                           | M.       | B.       | P.d.     | M.        | B.        | P.d.      | M.    | B.    | P.d.  |
| 2010-2011             | TSV 1860 Munich       | 2.Bundesliga          | 24          | 6           | 4           | 1                     | 0                     | 0                     | -                              | -                              | -                              | -                              | -        | -        | -        | -         | -         | -         | 25    | 6     | 4     |
| 2011-2012             | TSV 1860 Munich       | 2.Bundesliga          | 33          | 13          | 6           | 2                     | 1                     | 1                     | -                              | -                              | -                              | -                              | -        | -        | -        | -         | -         | -         | 35    | 14    | 7     |
| Sous-total            | Sous-total            | Sous-total            | 57          | 19          | 10          | 3                     | 1                     | 1                     | -                              | -                              | -                              | -                              | -        | -        | -        | -         | -         | -         | 60    | 20    | 11    |
| 2012-2013             | 1899 Hoffenheim       | Bundesliga            | 34          | 6           | 7           | 1                     | 0                     | 0                     | -                              | -                              | -                              | -                              | 2        | 0        | 0        | -         | -         | -         | 37    | 6     | 7     |
| 2013-2014             | 1899 Hoffenheim       | Bundesliga            | 33          | 11          | 4           | 4                     | 1                     | 0                     | -                              | -                              | -                              | -                              | -        | -        | -        | 1         | 0         | 0         | 38    | 12    | 4     |
| 2014-2015             | 1899 Hoffenheim       | Bundesliga            | 32          | 8           | 5           | 4                     | 2                     | 1                     | -                              | -                              | -                              | -                              | -        | -        | -        | 2         | 0         | 0         | 38    | 10    | 6     |
| 2015-2016             | 1899 Hoffenheim       | Bundesliga            | 33          | 8           | 7           | 1                     | 0                     | 0                     | -                              | -                              | -                              | -                              | -        | -        | -        | 3         | 0         | 0         | 37    | 8     | 7     |
| Sous-total            | Sous-total            | Sous-total            | 132         | 33          | 23          | 10                    | 3                     | 1                     | -                              | -                              | -                              | -                              | 2        | 0        | 0        | 6         | 0         | 0         | 150   | 36    | 24    |
| 2016-2017             | Bayer Leverkusen      | Bundesliga            | 23          | 6           | 2           | 2                     | 2                     | 0                     | C1                             | 6                              | 1                              | 0                              | -        | -        | -        | 4         | 1         | 0         | 35    | 10    | 2     |
| 2017-2018             | Bayer Leverkusen      | Bundesliga            | 31          | 14          | 2           | 4                     | 0                     | 2                     | -                              | -                              | -                              | -                              | -        | -        | -        | -         | -         | -         | 35    | 14    | 4     |
| 2018-2019             | Bayer Leverkusen      | Bundesliga            | 34          | 14          | 12          | 3                     | 1                     | 2                     | C3                             | 5                              | 0                              | 2                              | -        | -        | -        | -         | -         | -         | 42    | 15    | 16    |
| 2019-2020             | Bayer Leverkusen      | Bundesliga            | 27          | 10          | 8           | 4                     | 1                     | 0                     | C1+C3                          | 6+3                            | 1+0                            | 0+2                            | -        | -        | -        | -         | -         | -         | 40    | 12    | 10    |
| Sous-total            | Sous-total            | Sous-total            | 115         | 44          | 24          | 13                    | 4                     | 4                     | -                              | 20                             | 2                              | 4                              | -        | -        | -        | 4         | 1         | 0         | 152   | 51    | 32    |
| 2020-2021             | AS Monaco             | Ligue 1               | 35          | 16          | 7           | 5                     | 2                     | 0                     | -                              | -                              | -                              | -                              | -        | -        | -        | 3         | 0         | 0         | 43    | 18    | 7     |
| 2021-2022             | AS Monaco             | Ligue 1               | 34          | 9           | 10          | 5                     | 3                     | 0                     | C1+C3                          | 4+8                            | 1+2                            | 1+0                            | -        | -        | -        | 2         | 0         | 0         | 53    | 15    | 11    |
| 2022-2023             | AS Monaco             | Ligue 1               | 17          | 3           | 2           | 0                     | 0                     | 0                     | C1+C3                          | 2+5                            | 0+3                            | 0+0                            | -        | -        | -        | 0         | 0         | 0         | 24    | 6     | 2     |
| Sous-total            | Sous-total            | Sous-total            | 86          | 27          | 19          | 10                    | 5                     | 0                     | -                              | 19                             | 6                              | 1                              | -        | -        | -        | 5         | 0         | 0         | 120   | 38    | 20    |
| 2023-2024             | Union Berlin          | Bundesliga            | 22          | 2           | 3           | 1                     | 0                     | 0                     | C1                             | 5                              | 1                              | 0                              | -        | -        | -        | -         | -         | -         | 28    | 3     | 3     |
| Sous-total            | Sous-total            | Sous-total            | 22          | 2           | 3           | 1                     | 0                     | 0                     | -                              | 5                              | 1                              | 0                              | 0        | 0        | 0        | 0         | 0         | 0         | 28    | 3     | 3     |
| Total sur la carrière | Total sur la carrière | Total sur la carrière | 411         | 125         | 79          | 37                    | 13                    | 6                     | -                              | 44                             | 9                              | 5                              | 2        | 0        | 0        | 15        | 1         | 0         | 509   | 148   | 90    |

### Matchs internationaux
| Matchs internationaux de Kevin Volland | Matchs internationaux de Kevin Volland | Matchs internationaux de Kevin Volland    | Matchs internationaux de Kevin Volland | Matchs internationaux de Kevin Volland | Matchs internationaux de Kevin Volland | Matchs internationaux de Kevin Volland                             |
|                                        | Date                                   | Lieu                                      | Adversaire                             | Résultat                               | Compétition                            | Notes                                                              |
| -------------------------------------- | -------------------------------------- | ----------------------------------------- | -------------------------------------- | -------------------------------------- | -------------------------------------- | ------------------------------------------------------------------ |
| 1.                                     | 13 mai 2014                            | Volksparkstadion, Hambourg, Allemagne     | Pologne                                | 0 - 0                                  | Match amical                           | Titulaire et remplacé par Sebastian Jung à la 71e minute de jeu.   |
| 2.                                     | 14 novembre 2014                       | Max-Morlock-Stadion, Nuremberg, Allemagne | Gibraltar                              | 4 - 0                                  | Éliminatoires Euro 2016                | Entré en jeu à la place de Sami Khedira à la 60e minute de jeu.    |
| 3.                                     | 18 novembre 2014                       | Stade Balaídos, Vigo, Espagne             | Espagne                                | 0 - 1                                  | Match amical                           | Titulaire.                                                         |
| 4.                                     | 8 octobre 2015                         | Aviva Stadium, Dublin, Irlande            | République d'Irlande                   | 1 - 0                                  | Éliminatoires Euro 2016                | Entré en jeu à la place d'İlkay Gündoğan à la 84e minute de jeu.   |
| 5.                                     | 13 novembre 2015                       | Stade de France, Saint-Denis, France      | France                                 | 2 - 0                                  | Match amical                           | Entré en jeu à la place de Matthias Ginter à la 79e minute de jeu. |
| 6.                                     | 23 mars 2016                           | Allianz Arena, Munich, Allemagne          | Italie                                 | 4 - 1                                  | Match amical                           | Entré en jeu à la place de Julian Draxler à la 85e minute de jeu.  |
| 7.                                     | 31 août 2016                           | Borussia-Park, Mönchengladbach, Allemagne | Finlande                               | 2 - 0                                  | Match amical                           | Titulaire.                                                         |
| 8.                                     | 11 octobre 2016                        | HDI-Arena, Hanovre, Allemagne             | Irlande du Nord                        | 2 - 0                                  | Éliminatoires Coupe du monde 2018      | Entré en jeu à la place de Jonas Hector à la 81e minute de jeu.    |
| 9.                                     | 11 novembre 2016                       | Stadio Olimpico, Serravalle, Saint-Marin  | Saint-Marin                            | 0 - 8                                  | Éliminatoires Coupe du monde 2018      | Entré en jeu à la place de Mario Gómez à la 75e minute de jeu.     |
| 10.                                    | 15 novembre 2016                       | Stade San Siro, Milan, Italie             | Italie                                 | 0 - 0                                  | Match amical                           | Entré en jeu à la place de Thomas Müller à la 60e minute de jeu.   |
| 11.                                    | 2 juin 2021                            | Tivoli Stadion Tirol, Innsbruck, Autriche | Danemark                               | 1 - 1                                  | Match amical                           | Entré en jeu à la place de Serge Gnabry à la 79e minute de jeu.    |
| 12.                                    | 15 juin 2021                           | Allianz Arena, Munich, Allemagne          | France                                 | 1 - 0                                  | Euro 2020                              | Entré en jeu à la place de Robin Gosens à la 88e minute de jeu.    |
| 13.                                    | 23 juin 2021                           | Allianz Arena, Munich, Allemagne          | Hongrie                                | 2 - 2                                  | Euro 2020                              | Entré en jeu à la place de Matthias Ginter à la 82e minute de jeu. |
| 14.                                    | 11 novembre 2021                       | Volkswagen-Arena, Wolfsburg, Allemagne    | Liechtenstein                          | 9 - 0                                  | Éliminatoires Coupe du monde 2022      | Entré en jeu à la place de Leroy Sané à la 64e minute de jeu.      |
| 15.                                    | 15 novembre 2021                       | Stade Hrazdan, Erevan, Arménie            | Arménie                                | 1 - 4                                  | Éliminatoires Coupe du monde 2022      | Entré en jeu à la place de Florian Neuhaus à la 73e minute de jeu. |

#### But international
| But en sélection de Kevin Volland | But en sélection de Kevin Volland | But en sélection de Kevin Volland        | But en sélection de Kevin Volland | But en sélection de Kevin Volland | But en sélection de Kevin Volland | But en sélection de Kevin Volland |
|                                   | Date                              | Lieu                                     | Adversaire                        | Score                             | Résultat                          | Compétition                       |
| --------------------------------- | --------------------------------- | ---------------------------------------- | --------------------------------- | --------------------------------- | --------------------------------- | --------------------------------- |
| 1.                                | 11 novembre 2016                  | Stadio Olimpico, Serravalle, Saint-Marin | Saint-Marin                       | 0 - 8                             | 0 - 8                             | Éliminatoires Coupe du monde 2018 |

## Palmarès

### En club
|  |  | Bayer 04 Leverkusen - Coupe d'Allemagne - Finaliste : 2020 |  | AS Monaco - Coupe de France - Finaliste : 2021 |